# Ślepiec piaskowy
Ślepiec piaskowy (Spalax arenarius) – gatunek ssaka z podrodziny ślepców (Spalacinae) w obrębie rodziny ślepcowatych (Spalacidae); według IUCN jest zagrożony wyginięciem.

## Systematyka
Gatunek po raz pierwszy zgodnie z zasadami nazewnictwa binominalnego opisała w 1938 roku ukraińska zoolog Jewdokija Reszetnyk nadając mu nazwę Spalax polonicus arenarius. Holotyp pochodził z północno-zachodniego wybrzeża Morza Czarnego, w okolicy Hołej Prystani, w obwodzie mikołajowskim, na Ukrainie. 
Takson siostrzany S. zemni. Dawniej traktowany jako podgatunek lub synonim S. zemni, S. microphthalmus lub S. giganteus. Jego status gatunkowy potwierdzają cechy morfologiczne. Garnitur chromosomowy tego zwierzęcia tworzy 31 par (2n=62) chromosomów (FN=124). Autorzy Illustrated Checklist of the Mammals of the World uznają ten takson za gatunek monotypowy.

### Etymologia
- Spalax: gr. σπαλαξ spalax, σπαλακος spalakos „kret”[7].
- arenarius: łac. arenarius „piaskowy, odnoszące się do piasku”, od arena (prawidłowo harena) „piasek”[8].

## Występowanie
Ślepiec piaskowy ma bardzo ograniczony obszar występowania, żyje wyłącznie na lewym brzegu dolnego Dniepru w obwodzie chersońskim w pobliżu ujścia do Morza Czarnego na Ukrainie. Jest gatunkiem stenotypowym, zamieszkuje średnio wilgotne gleby piaszczyste z niskim poziomem wód gruntowych. Nie spotyka się go w obszarach ruchomych piasków, na glebach alkalicznych i suchych stepach porośniętych przez ostnice, preferuje rzadko porośnięte stepy, na których rośnie piołun.

## Morfologia
Długość ciała (bez ogona) 190–275 mm, ogon niewidoczny; masa ciała 380–660 g; samce są większe od samic. 

## Zachowania
Jak inne ślepcowate, ślepiec piaskowy prowadzi podziemny tryb życia, ale jego ekologia jest słabo zbadana. Żyje samotnie, żywi się większością roślin pospolitych na jego obszarze występowania (należą do nich m.in. mikołajek polny, bylica polna i kozibród Tragopogon ucrainicum). Rozmnaża się raz do roku, kopulacja ma miejsce w marcu, a młode rodzą się w kwietniu i maju. Laktacja trwa około miesiąca.

## Populacja
Populacja ślepca piaskowego jest stabilna tylko w Czarnomorskim Rezerwacie Biosfery, w innych obszarach maleje w związku z zalesianiem terenów piaszczystych, prowadzonym dla ustabilizowania gleb i pozysku drewna. Liczebność dorosłych osobników ocenia się na 15–20 tysięcy. Międzynarodowa Unia Ochrony Przyrody uznaje ślepca piaskowego za gatunek zagrożony wyginięciem, jest on także wpisany do czerwonej księgi gatunków zagrożonych Ukrainy i objęty ochroną prawną.